# Seznam francouzských spisovatelů
Seznam francouzských spisovatelů obsahuje přehled některých významných spisovatelů, narozených nebo převážně publikujících ve Francii nebo francouzsky píšících. 

## A
- François-Jean Willemain d'Abancourt
- Jacques Abbadie
- Armand Abécassis
- Éliette Abécassisová
- Gaspard Abeille
- Pierre Abélard
- Raymond Abellio
- Edmond About
- Pierre Abraham
- Laure Abrantès
- Léon Abric
- Louis Amédée Achard
- Marcel Achard
- Paul Acker
- Louise Ackermann
- Germaine Acremant
- Georges Adam
- Paul Adam
- Adam de la Halle
- Adam de Ros
- André-Marcel Adamek
- Adenet le Roi
- France Adine
- Emmanuel Aegerter
- Théodore Agrippa d'Aubigné
- Jean Aicard
- Gustave Aimard
- Charlotte Aïssé
- Jean Ajalbert
- Émile Ajar alias Romain Gary
- Alain (Émile Chartier)
- Alain de Lille
- Alain-Fournier
- Robert Alain
- Marcel Allain
- Hortense Allart de Méritens
- Albéric de Pisançon
- Guillaume Alexis
- Jean le Rond d'Alembert
- Alexandre de Bernay
- Paul Alexis
- François-Paul Alibert
- Alphonse Allais
- Édouard Alletz
- Gabrielle d'Altenheim
- Ferdinand Alquié
- Louis Althusser
- Karim Amellal
- Denis Amiel
- Henri-Frédéric Amiel
- Jean Amila
- Jean-Jacques Ampère
- Fadhma Aït Mansour Amrouche
- Jean Amrouche
- Taos Amrouche
- Jacques Amyot
- Jacques-François Ancelot
- Virginie Ancelot
- Georges Ancey
- Pierre Anctil
- Henri d'Andely
- Frank Andriat
- François Andrieux
- Claude Anet
- Auguste Angellier
- Christine Angot
- Jean Anouilh
- Louis Anseaume
- Guillaume Apollinaire
- Yann Apperry
- Hubert Aquin
- Louis Aragon
- René Arcos
- Emmanuel Arène
- Paul Arène
- Jean-Baptiste Boyer d'Argens
- Philippe Ariès
- Marcel Arland
- Georges Arnaud
- Georges-Jean Arnaud
- Antoine Arnauld
- Arnoul Gréban
- Alexandre Arnoux
- Raymond Aron
- Fernando Arrabal
- Antonin Artaud
- Louis Artus
- Félix Arvers
- Bernard Assiniwi
- Alexis Aubenque
- Jean Aubert
- Octave-Louis Aubert
- Raphaël Aubert
- Brigitte Aubert
- Dominique Aubier
- Octave Aubry
- Marcelle Auclair
- Jacques Audiberti
- Gabriel Audisio
- Marguerite Audoux
- Émile Augier
- François Augiéras
- Alphonse Aulard
- Marie Catherine le Jumel de Barneville, comtesse d'Aulnoy
- George-Albert Aurier
- Dominique Aury
- Martial d'Auvergne
- Claude Aveline
- Ayerdhal
- Marcel Aymé

## B
- Hippolyte Babou
- Gaston Bachelard
- Henri Bachelin
- Jacques Bainville
- Honoré de Balzac
- Jean-Louis Guez de Balzac
- Pierre Bameul
- Cédric Bannel
- Théodore de Banville
- Jules Barbey d'Aurevilly
- Henri Barbusse
- René Barjavel
- Maurice Barrès
- Loïc Barrière
- Victor Barrucand
- Frédéric Bastiat
- Georges Bataille
- Charles Baudelaire
- Jean Baudrillard
- Hervé Bazin
- René Bazin
- Julos Beaucarne
- Jules Beaujoint
- Pierre-Augustin Caron de Beaumarchais
- Nérée Beauchemin
- Yves Beauchemin
- Honoré Beaugrand
- Alain Beaulieu
- Alphonse Beauregard
- Simone de Beauvoir
- Noel Beda
- Maurice Bedel
- Joseph Bédier
- René Béhaine
- Dominic Bellavance
- Joachim du Bellay
- Janick Belleau
- Remy Belleau
- Jacques Bellefroid
- Antoine Bello
- Tahar Ben Jelloun
- Marc Benda
- Benoît de Sainte-Maure
- Pierre Benoit
- Jacques Bens
- Juliette Benzoni
- Pierre-Jean de Béranger
- Henri Béraud
- Cyrano de Bergerac
- Mario Bergeron
- Jacques Bergier
- Pierre Bergounioux
- Georges Bernanos
- Tristan Bernard
- Jacques-Henri Bernardin de Saint-Pierre
- Henry Bernstein
- Béroul
- Rose Berryl
- Aloysius Bertrand
- Bertrand de Bar-sur-Aube
- José de Bérys
- Michel Besnier
- Gérard Bessette
- Conon de Béthune
- Mongo Beti
- Louis Beuve
- Michel Bibaud
- François Billetdoux
- Raphaëlle Billetdoux
- Pierre Billon
- Lise Bissonnette
- Marie-Claire Blais
- François Blanchet
- Maurice Blanchot
- Blondel de Nesle
- Léon Bloy
- François Bluche
- Nicolas Boileau
- Boileau-Narcejac
- Jean Bodel
- Emile Bodin
- Janine Boissard
- Antoine-Roger Bolamba
- Denise Bombardier
- Tanella Boni
- Abel Bonnard
- Yves Bonnefoy
- Pierre Bordage
- Henry Bordeaux
- Gilbert Bordes
- Pétrus Borel
- Robert de Boron
- Henri Bosco
- Alain Bosquet
- Jacques-Bénigne Bossuet
- Denise Boucher
- Jean Bouchet
- Alphonse Boudard
- Daniel Boulanger
- René Boulanger
- Pierre Boulle
- Édouard Boulogne
- Clémence Boulouque
- Jacques de Bourbon Busset
- Éric Bourdon
- Pierre Bourgaud
- Paul Bourget
- Stéphane Bourguignon
- Joë Bousquet
- René Boylesve
- Georges Brassens
- Robert Brasillach
- André Breton
- Jean Anthelme Brillat-Savarin
- Lysette Brochu
- Victor Brodeau
- Chrystine Brouillet
- Nicole Brossard
- Michel Brûlé
- Andrée Brunin
- Serge Brussolo
- Guillaume Budé
- Arthur Buies
- Georges Bugnet
- Nicole de Buron
- Roger de Bussy-Rabutin
- H. Bustos Domecq
- Michel Butor

## C
- Pierre-Henri Cami
- Albert Camus
- Jacques Cazotte
- Louis-Ferdinand Céline
- François René de Chateaubriand
- Paul Claudel
- Paule Constantová
- Tristan Corbière
- Pierre Corneille
- Jean Coué

## D
- Pauline Delabroy-Allard
- Robert Desnos
- Denis Diderot
- Léon Dierx
- Louis du Couret
- Alexandre Dumas mladší
- Alexandre Dumas starší
- Benoît Duteurtre

## E
- Philippe Ebly (1920–2014), autor sci-fi knih pro děti a mládež
- Paul Eluard
- Françoise d'Eaubonne (1920–2005), spisovatelka románů a feministka

## F
- Claude Charles Fauriel
- Paul Féval mladší
- Paul Féval starší
- Gustave Flaubert

## G
- Émile Gaboriau
- Arnould Galopin
- Pierre Gamarra
- Ambroise Louis Garneray
- Judith Gautier
- León Gautier
- Théophile Gautier
- Jean Genet
- André Gide
- Jean Giono
- Roger Gougenot des Mousseaux
- Remy de Gourmont
- Nicolas Grenier

## H
- Jean de la Hire
- Michel Houellebecq (* 1958), romanopisec
- Victor Hugo
- Joris Karl Huysmans

## Ch
- Henri Chabrillat (1842–1893)
- Jean Chapelain

## I
- Eugène Ionesco
- Isidore Isou (1925–2007)
- Paul d'Ivoi

## J
- Francis Jammes
- Jules Janin (1804–1874), romanopisec a literární kritik
- Alfred Jarry (1873–1907), básník, romanopisec a dramatik)
- Jean d'Outremeuse

## K
- Hédi Kaddour (* 1945)
- Milan Kundera (* 1929), romanopisec)

## L
- Choderlos de Laclos (1741–1803)
- Maurice Leblanc (1864–1941), autor Arsèna Lupina
- Jean de La Fontaine (1621–1695)
- Alphonse de Lamartine (1790–1869)
- François de La Rochefoucauld (1613–1680)
- Marie Laurencinová (1883–1956), malířka a básnířka
- Comte de Lautréamont, vlastním jménem Isidore Lucien Ducasse (1846–1870)
- Gilles Legardinier (* 1965)
- Camille Lemonnier (1844–1913), belgický, francouzsky píšící básník, novinář a romanopisec
- Gaston Leroux (1868–1927)
- Leconte de Lisle (1818–1894)

## M
- Pierre Maël
- Yvon Mauffret
- Guy de Maupassant
- François Mauriac
- André Maurois
- Stéphane Mallarmé (1842–1898), básník
- Armand Maloumian (* 1928)
- Simone Martin-Chauffierová
- Catulle Mendès
- Prosper Mérimée
- Bernard Minier
- Frédéric Mistral
- Molière
- Henri Murger

## N
- Marie NDiaye
- Gérard de Nerval
- Charles Nodier
- François Nourissier

## O
- Jean Ollivier

## P
- Marcel Pagnol
- Édouard Pailleron
- Georges Palante
- Blaise Pascal
- Edouard Peisson
- Pierre Pelot
- Benjamin Péret
- Charles Perrault
- Robert Pinget)
- Pierre Alexis Ponson du Terrail
- Jacques Prévert
- Marcel Proust
- Sully Prudhomme

## Q
- Raymond Queneau

## R
- François Rabelais
- Jean Racine
- Rachilde
- Henri de Régnier
- Arthur Rimbaud
- Alain Robbe-Grillet
- Romain Rolland
- Jules Romains
- Jacques Roubaud
- Jean Jacques Rousseau
- Michèle Rozenfarb

## S
- Antoine de Saint-Exupéry (1900–1944)
- George Sandová, vlastním jménem Amandine-Lucie-Aurore Dupinová (1804–1876)
- Nathalie Sarrautová
- Jean-Paul Sartre
- Étienne Pivert de Senancour (1770–1846)
- Pierre Senges
- Jean Schlumberger
- Claude Simon
- Philippe Sollers
- Marc Soriano
- Pierre Souvestre
- Stendhal
- Sully Prudhomme (1839–1907)

## T
- Charles Maurice de Talleyrand-Périgord
- Jean Tardieu
- Jules-Paul Tardivel
- Pierre Teilhard de Chardin
- Robert Teldy Naim
- Jules Tellier
- François de Tessan
- Adrien Thério
- Yves Thériault
- Thibaut de Champagne
- Benjamin Thiers
- Jack Thieuloy
- Maurice Thuilière
- Jean-Pierre Thiollet
- Thomas d'Angleterre
- Nathaniel Thorne (* 1957)
- Jean de Tinan
- Alexis de Tocqueville
- Roland Topor
- Khal Torabully
- Julien Torma
- Paul-Jean Toulet
- Armand Toupet
- Michel Tournier
- Jean-Philippe Toussaint
- Alphonse Toussenel
- Jérôme Touzalin
- Falaba Issa Traoré
- Michel Tremblay
- Roland Michel Tremblay
- Elsa Trioletová (1896–1970)
- Frédérick Tristan
- Pierre Trottier
- Yves Trottier
- Henri Troyat
- Marcel Trudel
- Sylvain Trudel
- José Tshisungu wa Tshisungu
- Pierre Turgeon
- Tristan Tzara

## U
- Honoré d’Urfé

## V
- Paul Van Tieghem
- Roger Vailland
- Paul Valéry
- François Valléjo
- Jules Vallès
- Jean Vauquelin de la Fresnaye
- Jean Vautrin
- Paul Verlaine
- Abraham de Vermeil
- Jules Verne
- Pierre Véry
- Boris Vian
- Théophile de Viau
- Alfred de Vigny
- Auguste Villiers de l'Isle Adam
- François Villon
- Voltaire

## W
- Robert Wace (kolem 1100 – po 1174), anglonormanský básník
- Roland C. Wagner
- Alain Wegscheider
- Simone Weilová
- Louise Weiss
- François Weyergans
- Bernard Weber
- Odile Weulersseová
- Anne Wiazemsky
- Stefan Wul

## X
- Françoise Xenakis
- Augustin Louis de Ximénès

## Y
- Margurite Yourcenar
- Kikou Yamata

## Z
- Pierre Zaccone
- Dominique Zardi
- Michel Zévaco
- Jean Ziegler
- Émile Zola
- Cizia Zykë